# HD 210702
HD 210702 — звезда в созвездии Пегаса на расстоянии около 182 световых лет от нас. Вокруг звезды обращается, как минимум, одна планета.

## Характеристики
HD 210702 — звезда 5,93 видимой звёздной величины, впервые упоминается в каталоге Генри Дрейпера. Она представляет собой оранжевый гигант, превосходящий по массе и радиусу Солнце в 1,85 и 4,72 раз соответственно. Светимость звезды больше солнечной в 13,1 раз, однако температура поверхности значительно ниже — 5010 кельвинов, — что характерно для звёзд подобного рода. Возраст HD 210702 оценивается приблизительно в 1,4 миллиарда лет.

## Планетная система
В апреле 2007 года астрономы из Ликской обсерватории и обсерватории Кек объявили об открытии планеты HD 210702 b в системе. Она представляет собой газовый гигант, в два раза превосходящий по массе Юпитер. Планета обращается на расстоянии 1,17 а. е. от родительской звезды, совершая полный оборот за 341 суток. Открытие было совершено методом Доплера.